# Bricelet

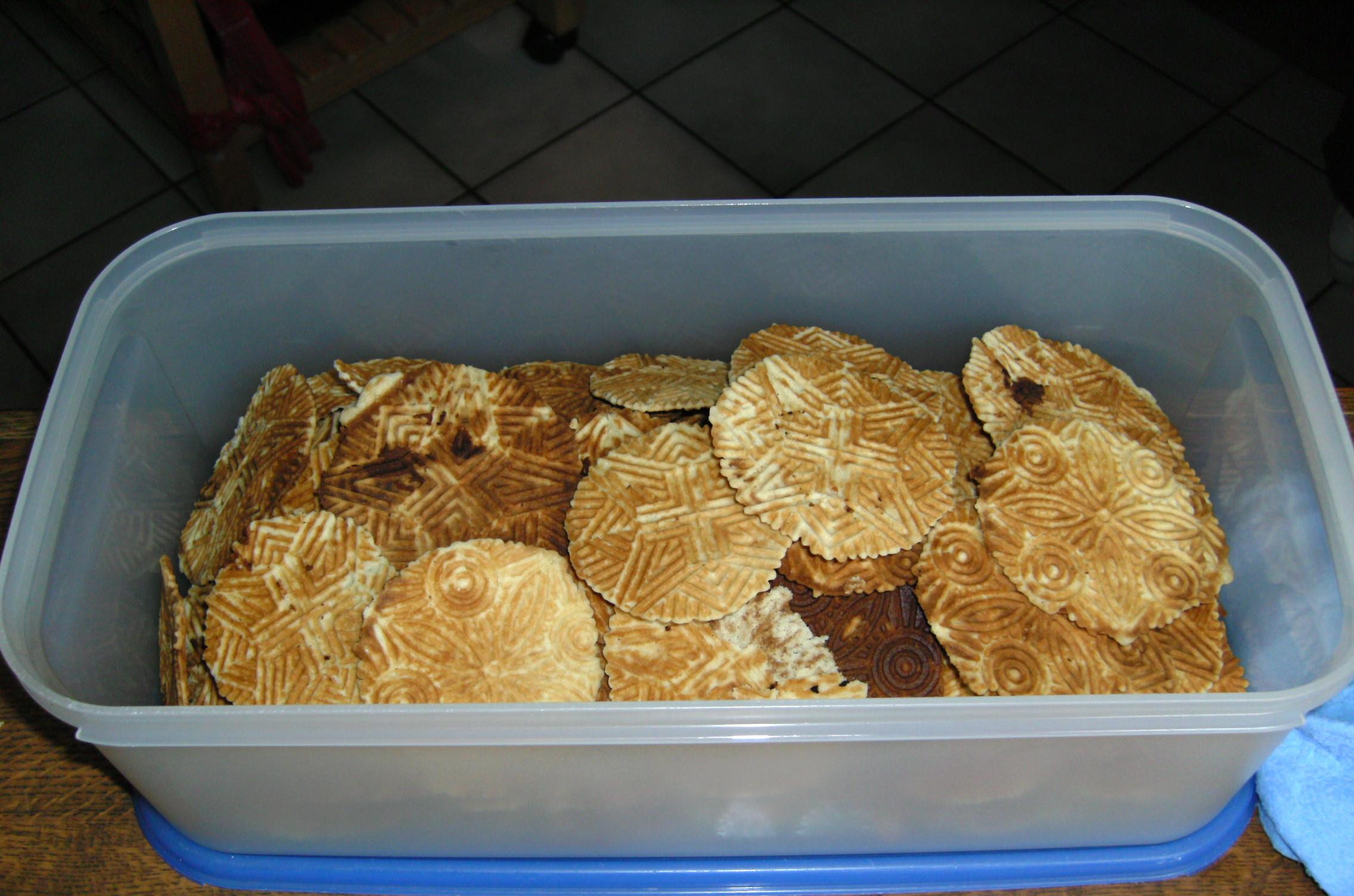
Bricelets caseros suizos, recién hechos y todavía sin enrollar.

El brislet o bricelet es un postre que consiste en una masita dulce de origen suizo. Se elabora con crema doble, harina, azúcar y vino blanco al que se puede añadir kirsch. Puede ser dulce o salado y tiene figuras plasmadas en sus caras, que se realizan con la brisletera, una plancha especial para realizar el brislet.

## Suiza
El bricelet (del alemán bretzel) de Suiza occidental es un tipo de gofre redondo, muy fino, en el que el hierro imprime distintos motivos. Una vez hechos, se enfrían sobre un palo de madera por lo que adquieren una forma ciclíndrica. Las recetas varían de una región a otra y pueden contener mantequilla o nata fresca. Existen versiones saladas, con queso o cominos, que se sirven en aperitivo.

## Argentina
Es muy difundida en la zona sur y central de la provincia de Santa Fe, Argentina, zona que recibió grandes oleadas de inmigrantes suizos. Destaca principalmente su preparación en la localidad de Colonia Belgrano donde se lleva a cabo la "Fiesta Provincial del Bricelet" cada 8 de marzo. La fiesta reunió a más de 1500 personas en 2018.